# 안드레야 페이치
안드레야 페이치(영어: Andreja Pejić, 세르비아어: Андреја Пејић, 1991년 8월 28일 ~ )는 오스트레일리아의 트랜스젠더 여성 모델이다.
보스니아 헤르체고비나의 투즐라에서 크로아티아인과 세르비아인 부모 사이에서 태어났다. 보스니아 전쟁 이후에 가족들과 함께 세르비아에서 8살 때 피난민으로 멜버른으로 이주하였다. 본래 안드레이 페이치(세르비아어: Андреј Пејић, 영어: Andrej Pejić)라는 이름의 남성이었으나, 2014년 성전환 수술을 받고 여성이 된 후 현재의 이름으로 개명하였다.